# Atrichopogon maculipennis
Atrichopogon maculipennis är en tvåvingeart som först beskrevs av Clastrier 1968.  Atrichopogon maculipennis ingår i släktet Atrichopogon och familjen svidknott.
Artens utbredningsområde är Franska Guyana. Inga underarter finns listade i Catalogue of Life.